# Actinoptera
Actinoptera is een geslacht van insecten uit de familie van de Boorvliegen (Tephritidae), die tot de orde tweevleugeligen (Diptera) behoort.

## Soorten
- A. discoidea (Fallen, 1814)
- A. espunensis Hering, 1934
- A. filaginis (Loew, 1862)
- A. mamulae (Frauenfeld, 1855)
- A. meigeni Hendel, 1927